# James M. Clark
James Matthew Clark (ur. 1956) – amerykański paleontolog specjalizujący się w systematyce oraz paleontologii dinozaurów i krokodylomorfów. 

## Życiorys
W latach 1991–2002 uczestniczył w wyprawach paleontologicznych na pustynię Gobi prowadzonych przez Amerykańskie Muzeum Historii Naturalnej oraz Mongolską Akademię Nauk. Prowadził również prace w Meksyku oraz w chińskim regionie autonomicznym Sinciang, we współpracy m.in. z Xu Xingiem. Tytuł Bachelor of Arts uzyskał w 1978 roku na Uniwersytecie Kalifornijskim w Berkeley, a Master of Arts w 1985 roku na tej samej uczelni. Doktoryzował się w 1994 roku na Uniwersytecie w Chicago – jego dysertacja doktorska dotyczyła filogenezy krokodylomorfów. W dowód uznania dla jego badań nad filogenezą i systematyką krokodylomorfów gatunek niewielkiego krokodylomorfa z Madagaskaru w 2000 roku otrzymał nazwę Simosuchus clarki.
Oprócz krokodylomorfów James Clark zajmuje się również dinozaurami – uczestniczył w opisaniu i nazwaniu wielu nowych rodzajów, takich jak m.in.: Achillobator, Citipati, Erlikosaurus, Falcarius, Guanlong, Khaan, Limusaurus, Mononykus, Tsaagan czy Yinlong.